# Texas Eagle
Il Texas Eagle è un treno operato da Amtrak negli Stati Uniti centrali e occidentali. I treni corrono quotidianamente fra Chicago e San Antonio e tre volte alla settimana sono prolungati fino a Los Angeles, venendo agganciati a San Antonio al Sunset Limited.

## Storia
Storicamente il Texas Eagle di Amtrak può essere considerato come il diretto discendente dell'omonimo servizio gestito in passato dalla Missouri Pacific Railroad e dalla Texas and Pacific Railway la cui inaugurazione viene fatta risalire al 15 agosto 1948.
Il Texas Eagle è stato attivato il 2 ottobre 1981, denominato Eagle, come revisione dell'Inter-American, un collegamento attivo dal 1973 tra Chicago e Laredo con diramazione verso Houston attivata nel 1979, arretrando il capolinea a San Antonio e cancellando la sezione per Houston. La diramazione per Houston è stata riattivata tra novembre 1988, anno in cui assunse la denominazione attuale, e settembre 1995.

## Caratteristiche

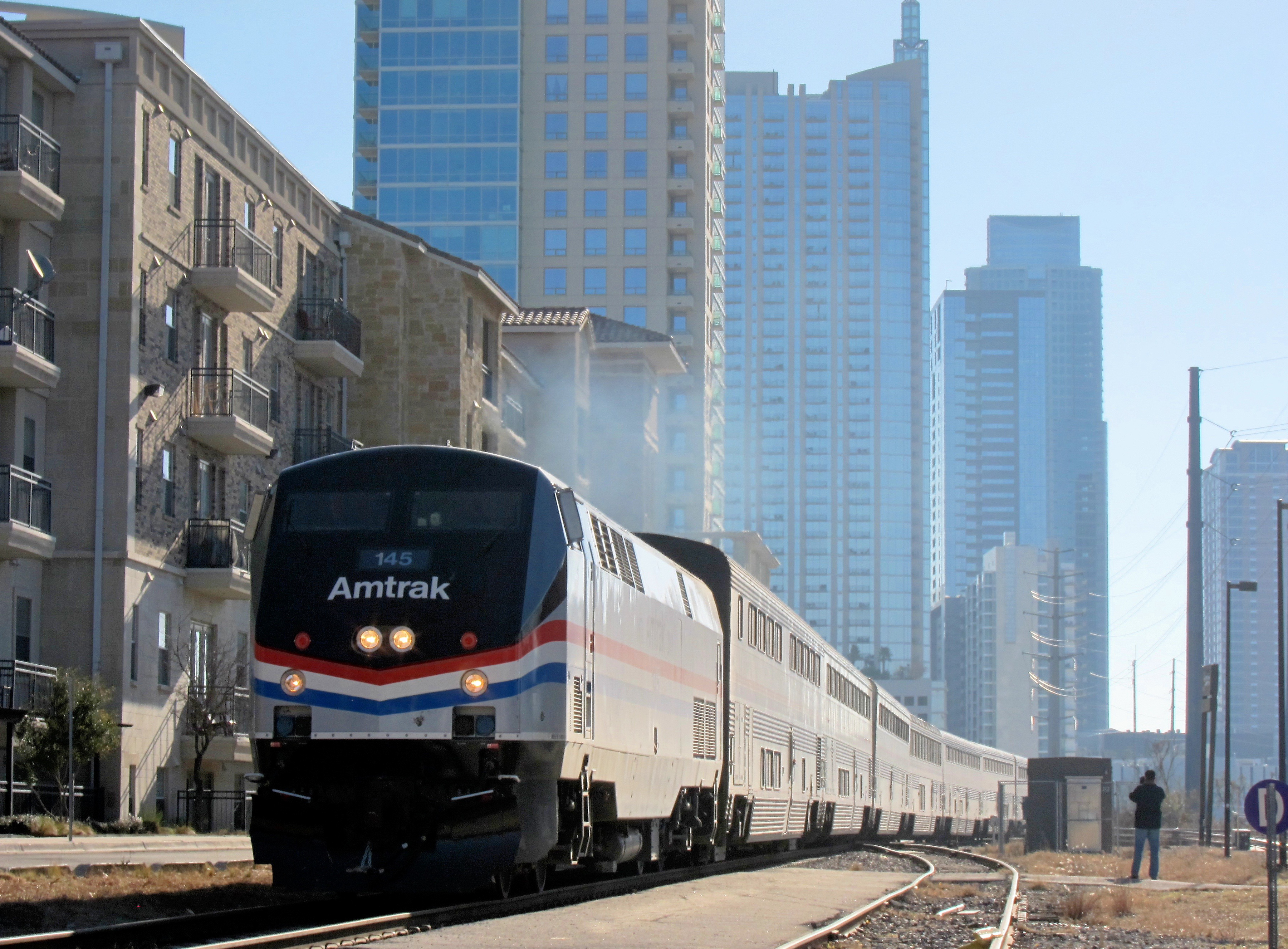
Un Texas Eagle in arrivo alla stazione di Austin

La lunghezza del servizio è di 2 102 km nella tratta da Chicago nell'Illinois a San Antonio nel Texas, attraversando il Missouri e l'Arkansas e toccando le città principali di Lincoln, Springfield, St. Louis, Walnut Ridge, Little Rock, Dallas, Fort Worth e Austin. Il prolungamento fino a Los Angeles porta la lunghezza totale del tragitto a 4 390 km, che lo rende il treno con la maggiore percorrenza negli Stati Uniti, e attraversa Nuovo Messico e Arizona raggiungendo le città principali di El Paso, Tucson, Maricopa e Palm Springs.
Il tempo di percorrenza da orario ferroviario è di 32 ore e 25 minuti per la tratta Chicago - San Antonio e di 65 ore e 20 minuti per l'intera tratta Chicago - Los Angeles. Essendo un treno prettamente turistico il treno è composto anche da carrozze letti, da una vettura ristorante e da una vettura panoramica. Sui treni prolungati verso Los Angeles, a San Antonio una carrozza letti e una carrozza con sedili vengono sganciate dal convoglio ed accoppiate al Sunset Limited proveniente da New Orleans.